# TP Formula
TP Formula – były włoski zespół startujący w wyścigach samochodowych założony w 2008 roku przez Luciano Traininiego i Gianluca Pomozzi. W historia swoich startów ekipa pojawiała się w Euroseries 3000, Formule Abarth, Włoskiej Formule 3, Auto GP. Zespół zakończył działalność pod koniec 2011 roku, kiedy to przestał startować w Auto GP. Raz zawodnik startujący w barwach zespołu stanął na podium klasyfikacji końcowej - Adam Langley-Khan był trzeci w sezonie 2008 Euroseries 3000.

## Starty

### Auto GP
| Rok  | Bolid      | Kierowcy             | Wyścigi | Wygrane | PP | NO | Pkt | M.K. | M.Z. |
| ---- | ---------- | -------------------- | ------- | ------- | -- | -- | --- | ---- | ---- |
| 2011 | Lola–Zytek | Samuele Buttarelli   | 14      | 2       | 0  | 0  | 81  | 8    | 6    |
| 2011 | Lola–Zytek | Pasquale Di Sabatino | 12      | 0       | 0  | 0  | 38  | 12   | 6    |